# 붐 타운
붐 타운(Boom Town)은 미국에서 제작된 잭 콘웨이 감독의 1940년 모험, 드라마, 멜로/로맨스 영화이다. 클라크 게이블 등이 주연으로 출연하였고 샘 짐발리스트 등이 제작에 참여하였다.

## 출연

### 주연
- 클라크 게이블
- 스펜서 트레이시

### 조연
- 클로데트 콜베르
- 헤디 라머
- 프랭크 모건
- 리오넬 앳윌
- 칠 윌스
- 마리온 마틴
- 미나 곰벨
- 조 율

## 제작진
- 원작자: 제임스 에드워드 그랜트
- 미술: 세드릭 기븐스